# Toxodonta
I tossodonti (Toxodonta) sono un sottordine di mammiferi notoungulati, vissuti nel Cenozoico e nel Pleistocene in Sudamerica.
A questo gruppo appartengono una moltitudine di forme di aspetto e di abitudini estremamente diversificate: in generale, tutti i tossodonti possedevano corpi robusti, zampe solide e un cranio molto voluminoso. La famiglia più primitiva, quella degli isotemnidi (Isotemnidae) apparve nel Paleocene, poco dopo l'estinzione dei dinosauri. Comprende animali di taglia notevole in rapporto ad altri animali del periodo, e la statura di alcune forme (ad es. Isotemnus, Thomashuxleya e Pleurocoelodon) raggiungeva quella di un odierno cinghiale. Anche l'aspetto doveva essere simile a quello di un suino, ma le caratteristiche primitive includono una scatola cranica decisamente piccola: questi animali, evidentemente, non dovevano essere molto intelligenti. I notoippidi (Notohippidae), invece, sono una famiglia di tossodonti maggiormente specializzata, soprattutto nel cranio. Il corpo non si discostava molto da quello degli isotemnidi, ma la dentatura, adattatasi a brucare erbe dure, sviluppò una sorprendente convergenza evolutiva con quella dei cavalli dei continenti settentrionali (Notohippus significa infatti “cavallo del sud”). Tra i rappresentanti più noti di questa famiglia, da ricordare anche Rhynchippus.
Una famiglia decisamente notevole in quanto ad adattamento è quella degli omalodoteriidi (Homalodotheriidae), che comprende animali di grande statura vissuti tra l'Oligocene e il Miocene, come Asmodeus e Homalodotherium. Questi animali svilupparono un'interessante convergenza evolutiva con un gruppo affine ai cavalli, i calicoteri; entrambi questi gruppi erano dotati di unghioni enormi, e probabilmente potevano rizzarsi sugli arti posteriori per brucare le foglie dai rami. Un'altra famiglia poco conosciuta è quella dei leontiniidi (Leontiniidae), caratteristica dell'Oligocene ma nota fin dall'Eocene. I suoi membri sono animali di grossa taglia e dalla struttura pesante, dalla particolare articolazione primitiva delle caviglie. Il suo rappresentante più noto è senza dubbio Scarrittia. L'ultima famiglia, quella dei tossodontidi (Toxodontidae) veri e propri, include animali simili a capre, rinoceronti, ippopotami, ed è il gruppo di notoungulati estintosi più di recente, nel Pleistocene superiore. Tra le forme più primitive della famiglia, da ricordare i miocenici Adinotherium e Nesodon, il primo della taglia di un montone e il secondo grande come un piccolo rinoceronte; Trigodon, invece, sviluppò un piccolo corno frontale, dalla funzione sconosciuta. L'ultimo rappresentante noto è Toxodon del Pleistocene, di taglia e aspetto simili a quelle di un ippopotamo.